# Prințesa Augusta de Bavaria

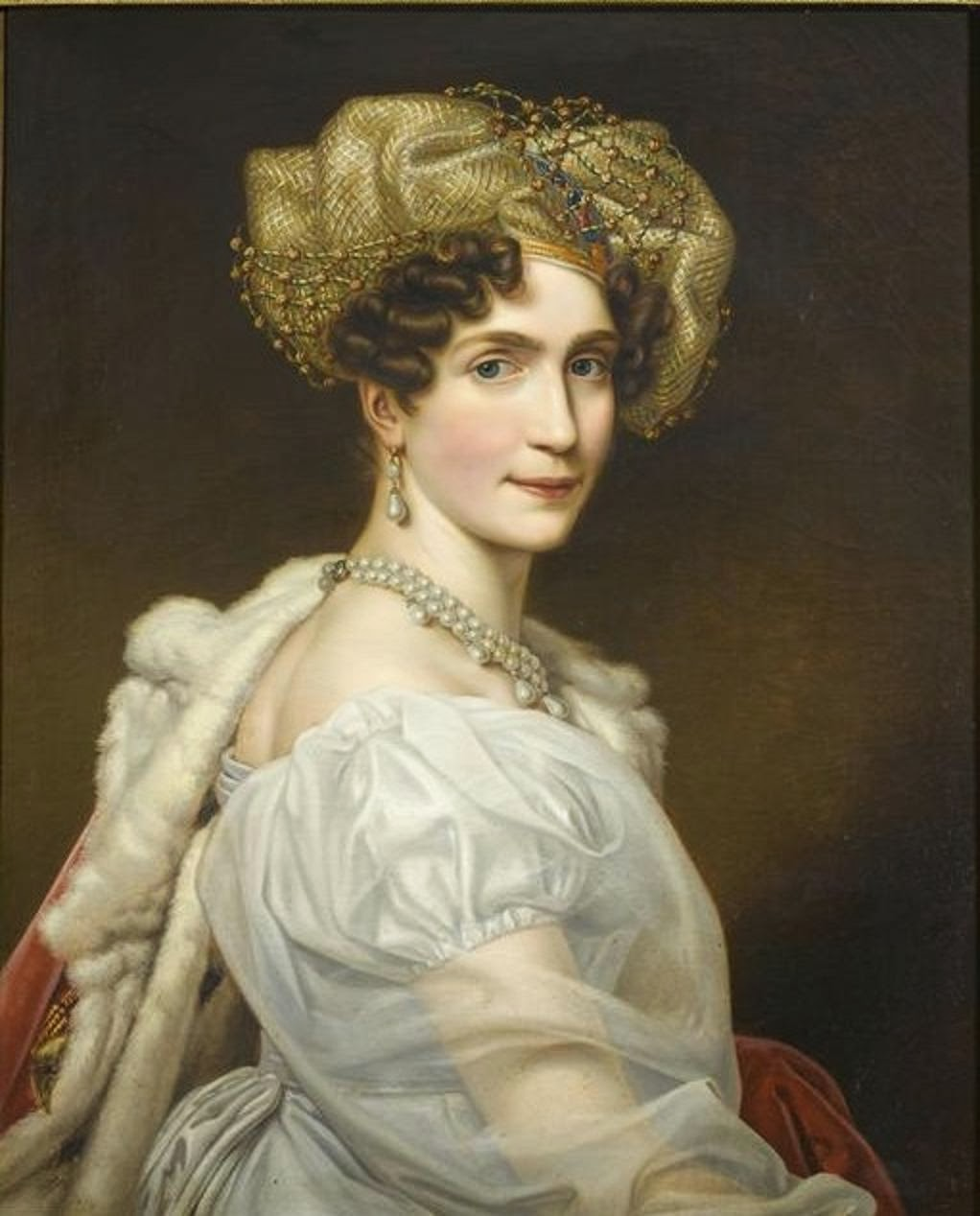
Prințesa Augusta de Bavaria c. 1807

Prințesa Augusta de Bavaria, Ducesă de Leuchtenberg (germană Augusta Amalia Ludovika Georgia von Bayern) (21 iunie 1788 - 13 mai 1851) a fost al doilea copil și prima fiică a lui Maximilian I Joseph de Bavaria și Augusta Wilhelmine de Hesse-Darmstadt.

## Biografie
La 14 ianuarie 1806, la München, Augusta s-a căsătorit cu Eugène de Beauharnais, singurul fiu al Josephinei de Beauharnais și a lui Alexandre, viconte de Beauharnais și fiu vitreg al lui Napoleon. În 1817, tatăl Augustei și-a numit ginerele Duce de Leuchtenberg și Prinț de Eichstädt.

### Familie
Augusta și Eugène au avut șapte copii:
- Josephine (1807–1876) a devenit soția lui Oscar I al Suediei.
- Eugénie (1808–1847). Căsătorită cu Friedrich, Prinț de Hohenzollern-Hechingen.
- Auguste, al 2-lea Duce de Leuchtenberg, (1810–1835) căsătorit cu Maria a II-a a Portugaliei.
- Amélie, (1812–1873) căsătorită cu Pedro I al Braziliei (tatăl Mariei a II-a a Portugaliei)
- Theodelinde (1814–1857). Căsătorită cu Wilhelm, Duce de Urach.
- Carolina (1816)
- Maximilian (1817–1852), căsătorit cu Marea Ducesă Maria Nicolaievna, fiica cea mare a Țarului Nicolae I al Rusiei